# Colanthura gauguini
Colanthura gauguini là một loài chân đều trong họ Paranthuridae. Loài này được Müller miêu tả khoa học năm 1993.